# Mosty (powiat parczewski)
Mosty – wieś w Polsce położona w województwie lubelskim, w powiecie parczewskim, w gminie Podedwórze.
W latach 1975–1998 miejscowość administracyjnie należała do województwa bialskopodlaskiego.
Przez miejscowość przepływa Zielawa, rzeka dorzecza Bugu. W kierunku południowo-wschodnim od wsi leżą zbiorniki wodne Mosty.
Wieś stanowi sołectwo w gminie Podedwórze. Według Narodowego Spisu Powszechnego z roku 2011 wieś liczyła 267 mieszkańców.
Wierni Kościoła rzymskokatolickiego należą do parafii Podwyższenia Krzyża Świętego w Podedwórzu.

## Historia
W wieku XIX Mosty to folwark w dobrach Piechy:
Folwark Mosty posiadał gruntów ornych i ogrodów 550 mórg, łąk 353 mórg, pastwisk 23 mórg, lasu 185 mórg, nieużytków 18 mórg, razem 1129 mórg, budynków murowanych 3, z drewna 5, płodozmian 5. polowy. Wieś Mosty posiadała osad 33, z gruntem 944 mórg (Opis dóbr Piechy, [w:] Słownik geograficzny Królestwa Polskiego, t. VIII: Perepiatycha – Pożajście, Warszawa 1887, s. 70. według noty Słownika geograficznego Królestwa Polskiego z roku 1887 tom. VIII s.70).